# ND Slovan
Nogometno društvo Slovan Ljubljana, thường hay gọi ND Slovan hoặc đơn giản Slovan, là một câu lạc bộ bóng đá Slovenia đến từ Ljubljana.

## Lịch sử
Câu lạc bộ được thành lập năm 1913 và giữ nguyên tên gọi cho đến nay. Đội có hai lần vô địch Giải Cộng hòa Slovenia, vào các năm 1965 và 1983, và tham gia giải hạng nhì Nam Tư ở các mùa giải 1965-66 và 1983-84. ND Slovan vô địch Cúp Cộng hòa Slovenia năm 1983. Sau năm 1991 Slovan thi đấu ở Giải bóng đá hạng nhất quốc gia Slovenia trong ba mùa giải, lần lượt về đích thứ 10, thứ 11 và thứ 15. Năm 1996 họ hợp nhất với kình địch Slavija Vevče và tạo thành ND Slovan-Slavija, thi đấu ở hạng cao nhất với nhà tài trợ Set Vevče mùa giải 1997-98, nhưng lại xuống hạng vào cuối mùa giải. Sau một lần xuống hạng tiếp theo và nhà tài trợ rút lui, Slovan tự lực khởi đầu ở Giải bóng đá hạng ba quốc gia Slovenia năm 1999.

## Sân vận động
Đội bóng thi đấu trên sân nhà Công viên Thể thao Kodeljevo, sân vận động sức chứa 1.500 người ở Ljubljana.

## Màu sắc
Màu sắc truyền thống của câu lạc bộ là đỏ và trắng.

## Danh hiệu
- Giải bóng đá Cộng hòa Slovenia: 2

1964-65, 1982-83
- Slovenian Republic Cup: 1

1981-82
- Giải bóng đá hạng tư quốc gia Slovenia: 1

2001-02